# 色通額
色通額，字掄才，号临川，格濟勒氏，满洲正黄旗人。雍正丙午科举人，庚戌科进士。钦点翰林院庶吉士，散馆后授职检讨，任日讲起居注官。著有《掄才文稿》行世。

## 家族
族亲興泰、怀荫布为乾隆元年丙辰科同榜进士；際良，乾隆五十二年丁未科进士；怀荫布之孙廉善、廉能为嘉庆四年己未科兄弟同榜进士；廉善之子成琦为道光三十年庚戌科进士。